# Zvjezdice
Zvjezdice je hrvatski natjecateljski pjevački talent show koji se od 12. rujna 2015. do travnja 2016., svake nedjelje emitirao u programu RTL Televizije. Show nastavlja s emitiranjem: treća sezona započinje s emitiranjem u travnju 2018. godine.

## Voditelji
- Doris Pinčić (2015. - danas)
- Nives Čanović (2015. – 2016.)

## Žiri
- Zdravko Šljivac (2015.-)
- Vanna (2015. – 2016.)
- Enis Bešlagić (2015.-)
- Alka Vuica (2015. – 2016.)
- Luka Nižetić (2015.-)
- Indira Levak (2018.-)
- Mia Negovetić (2018.-)

### Zanimljivosti
Mia Negovetić članica je žirija sa samo 15 godina, a natjecala se u showu te pobijedila u prvoj sezoni.

## Prva sezona
U prvoj sezoni pobijedila je Mia Negovetić.

## Druga sezona
U drugoj sezoni pobijedio je Dino Miklaužić.

## Treća sezona
U trećoj sezoni pobijedila je Lucija Stipanović.